# 이광준 (1996년)
이광준(1996년 1월 8일 ~ )는 대한민국의 축구 선수로, 포지션은 수비수이다.

## 클럽 경력
2018시즌을 앞두고 포항 스틸러스에 입단하면서 프로 커리어를 시작했다.